# Ligia Urniaż-Grabowska
Ligia Teresa Urniaż-Grabowska (ur. 25 września 1937 w Warszawie, zm. 23 listopada 2017 tamże) – polska lekarka, działaczka opozycji demokratycznej w PRL, senator IV kadencji.

## Życiorys
Córka Zdzisława i Marty. Ukończyła studia na Akademii Medycznej w Warszawie w 1965. Pracowała w zawodzie lekarza m.in. Nowym Dworze Mazowieckim i Legionowie.
Od 1980 współtworzyła struktury Niezależnego Samorządnego Związku Zawodowego „Solidarność” w tych miastach. Przewodniczyła komisji zakładowej związku z legionowskim zakładzie opieki zdrowotnej, była delegatem na wojewódzki zjazd delegatów Regionu Mazowsze NSZZ „S”. W listopadzie 1981 została pobita przez tzw. nieznanych sprawców. Po wprowadzeniu stanu wojennego do lutego 1982 ukrywała się w Warszawie. W czerwcu 1982 została aresztowana, następnie wraz z córką internowana w Darłówku. Zwolniono ją w grudniu tegoż roku. Podjęła współpracę z Prymasowskim Komitetem Pomocy Osobom Pozbawionym Wolności i ich Rodzinom. W ramach działalności opozycyjnej zajmowała się organizacją pomocy medycznej dla więźniów politycznych, interwencjami do władz, rozdziałem leków dla ukrywających się opozycjonistów, a także kolportowaniem wydawnictw drugiego obiegu. Opiekowała się Barbarą Sadowską po zabójstwie jej syna Grzegorza Przemyka, z ramienia episkopatu Polski obserwowała proces zabójców księdza Jerzego Popiełuszki w Toruniu.
Po reaktywacji związku od 1990 do 1998 wchodziła w skład zarządu Regionu Mazowsze „Solidarności”, zasiadała też w prezydium regionalnej Sekcji Służby Zdrowia NSZZ „S”. Była radną miejską, a w 1997 wiceprezydentem Legionowa. Współtworzyła Ligę Krajową, była członkinią władz tej organizacji. Zasiadała także w radzie Fundacji Młodej Polonii.
W wyborach w 1997 uzyskała mandat senatora z ramienia Akcji Wyborczej Solidarność w województwie skierniewickim. W wyborach w 2001 bez powodzenia ubiegała się o reelekcję z listy Bloku Senat 2001 jako przedstawicielka Ruchu Społecznego AWS w okręgu płockim. W wyborach w 2006 kandydowała do sejmiku mazowieckiego z listy Wspólnoty Samorządowej Województwa Mazowieckiego.
Została pochowana 28 listopada 2017 na cmentarzu parafialnym w Chotomowie.

## Odznaczenia i wyróżnienia
W 2008 odznaczona Krzyżem Oficerskim Orderu Odrodzenia Polski, a w 2016 Krzyżem Wolności i Solidarności. Wyróżniona tytułem honorowego obywatela Brzezin.